# Ecuador az 1984. évi nyári olimpiai játékokon
Ecuador az egyesült államokbeli Los Angelesben megrendezett 1984. évi nyári olimpiai játékok egyik részt vevő nemzete volt. Az országot az olimpián 6 sportágban 11 sportoló képviselte, akik érmet nem szereztek.

## Atlétika
Férfi
| Versenyző       | Versenyszám | Előfutam | Előfutam | Előfutam | Negyeddöntő | Negyeddöntő | Negyeddöntő | Elődöntő | Elődöntő | Elődöntő | Döntő   | Döntő    |
| Versenyző       | Versenyszám | Idő      | Hely.    | Össz.    | Idő         | Hely.       | Össz.       | Idő      | Hely.    | Össz.    | Idő     | Helyezés |
| --------------- | ----------- | -------- | -------- | -------- | ----------- | ----------- | ----------- | -------- | -------- | -------- | ------- | -------- |
| Leopoldo Acosta | 800 m       | 1:54,06  | 7.       | 55.      | kiesett     | kiesett     | kiesett     | kiesett  | kiesett  | kiesett  | kiesett | kiesett  |
| Luis Tipán      | 5000 m      | 14:52,43 | 12.      | 46.      |             |             |             | kiesett  | kiesett  | kiesett  | kiesett | kiesett  |
| Luis Tipán      | 10 000 m    | 30:07,49 | 11.      | 34.      |             |             |             |          |          |          | kiesett | kiesett  |

| Versenyző       | Versenyszám | Selejtező | Selejtező | Döntő    | Döntő    |
| Versenyző       | Versenyszám | Eredmény  | Helyezés  | Eredmény | Helyezés |
| --------------- | ----------- | --------- | --------- | -------- | -------- |
| Fidel Solórzano | Távolugrás  | 693 cm    | 24.       | kiesett  | kiesett  |

| Versenyző       | Versenyszám | 100 m | 100 m | Távolugrás | Távolugrás | Súlylökés | Súlylökés | Magasugrás | Magasugrás | 400 m | 400 m | 110 m gát | 110 m gát | Diszkoszvetés | Diszkoszvetés | Rúdugrás | Rúdugrás | Gerelyhajítás | Gerelyhajítás | 1500 m  | 1500 m | Végeredmény | Végeredmény |
| Versenyző       | Versenyszám | Idő   | Pont  | Eredmény   | Pont       | Eredmény  | Pont      | Eredmény   | Pont       | Idő   | Pont  | Idő       | Pont      | Eredmény      | Pont          | Eredmény | Pont     | Eredmény      | Pont          | Idő     | Pont   | Pont        | Helyezés    |
| --------------- | ----------- | ----- | ----- | ---------- | ---------- | --------- | --------- | ---------- | ---------- | ----- | ----- | --------- | --------- | ------------- | ------------- | -------- | -------- | ------------- | ------------- | ------- | ------ | ----------- | ----------- |
| Fidel Solórzano | Tízpróba    | 11,15 | 768   | 699 cm     | 818        | 10,09 m   | 467       | 194 cm     | 804        | 49,24 | 840   | 16,22     | 728       | 33,54 m       | 552           | 310 cm   | 558      | 48,66 m       | 615           | 5:07,38 | 369    | 6519        | 23.         |

## Birkózás
Kötöttfogású
| Versenyző   | Versenyszám | Vigaszágas kiesés                                                    | Vigaszágas kiesés | 5. helyért        | Bronz- mérkőzés   | Döntő             | Helyezés    |
| Versenyző   | Versenyszám | Ellenfél Eredmény                                                    | Hely.             | Ellenfél Eredmény | Ellenfél Eredmény | Ellenfél Eredmény | Helyezés    |
| ----------- | ----------- | -------------------------------------------------------------------- | ----------------- | ----------------- | ----------------- | ----------------- | ----------- |
| Iván Garcés | 52 kg       | B csoport · Taisto Halonen (FIN) · 0–12 · Daniel Aceves (MEX) · 2–14 | 5.                | kiesett           | kiesett           | kiesett           | helyezetlen |

Szabadfogású
| Versenyző   | Versenyszám | Vigaszágas kiesés | Vigaszágas kiesés | 5. helyért        | Bronz- mérkőzés   | Döntő             | Helyezés    |
| Versenyző   | Versenyszám | Ellenfél Eredmény | Hely.             | Ellenfél Eredmény | Ellenfél Eredmény | Ellenfél Eredmény | Helyezés    |
| ----------- | ----------- | --- | ----------------- | ----------------- | ----------------- | ----------------- | ----------- |
| Iván Garcés | 52 kg       | A csoport · Luo Ven-cse (Lou Wie-Ki) (TPE) · 14–2 · Liang Tö-csin (Liang Dejin) (CHN) · 11–16 · Kim Dzsonggju (Kim Jong-Gyu) (KOR) · kétvállas | 6.                | kiesett           | kiesett           | kiesett           | helyezetlen |

## Cselgáncs
| Versenyző     | Versenyszám | Csoport | Selejtező         | 32-es főtábla              | Nyolcaddöntő         | Negyeddöntő       | Elődöntő          | Vigaszág nyolcaddöntő | Vigaszág negyeddöntő | Vigaszág elődöntő | Bronz- mérkőzés   | Döntő             | Helyezés |
| Versenyző     | Versenyszám | Csoport | Ellenfél Eredmény | Ellenfél Eredmény          | Ellenfél Eredmény    | Ellenfél Eredmény | Ellenfél Eredmény | Ellenfél Eredmény     | Ellenfél Eredmény    | Ellenfél Eredmény | Ellenfél Eredmény | Ellenfél Eredmény | Helyezés |
| ------------- | ----------- | ------- | ----------------- | -------------------------- | -------------------- | ----------------- | ----------------- | --------------------- | -------------------- | ----------------- | ----------------- | ----------------- | -------- |
| Jimmy Arévalo | Harmatsúly  | A       | erőnyerő          | Jihad El-Achkar (LIB) · GY | Franc Očko (YUG) · V | kiesett           | kiesett           |                       |                      |                   |                   |                   | 14.      |

## Lovaglás
Díjlovaglás
| Versenyző        | Ló        | Versenyszám | Selejtező | Selejtező | Döntő   | Döntő    |
| Versenyző        | Ló        | Versenyszám | Pont      | Hely.     | Pont    | Helyezés |
| ---------------- | --------- | ----------- | --------- | --------- | ------- | -------- |
| Brigitte Morillo | Ballotage | Egyéni      | 1232      | 41.       | kiesett | kiesett  |

## Sportlövészet
Férfi
| Versenyző     | Versenyszám          | Pont | Helyezés |
| ------------- | -------------------- | ---- | -------- |
| Ronald Dunn   | Gyorstüzelő pisztoly | 524  | 53.      |
| Galo Miño     | Szabadpisztoly       | 548  | 23.      |
| Paúl Margraff | Szabadpisztoly       | 531  | 43.      |
| Hugo Romero   | Légpuska             | 561  | 41.      |
| Hugo Romero   | Sportpuska, fekvő    | 578  | 55.      |

## Súlyemelés
| Versenyző      | Versenyszám | Szakítás | Szakítás | Lökés    | Lökés    | Összesen | Helyezés |
| Versenyző      | Versenyszám | Eredmény | Helyezés | Eredmény | Helyezés | Összesen | Helyezés |
| -------------- | ----------- | -------- | -------- | -------- | -------- | -------- | -------- |
| Héctor Hurtado | 60 kg       | 95,0     | 17.      | 125,0    | 17.      | 220,0    | 16.      |